# 孟懷玉
孟懷玉（385年—415年），平昌安丘人。東晉末年將領，晉尚書左僕射孟昶族弟，曾參與劉裕討伐桓玄的戰事，後亦參與平定孫恩盧循之亂，官至江州刺史。

## 生平
孟懷玉一家世居京口，早在劉裕討伐孫恩之時就在劉裕手下任建武司馬。元興三年（404年），劉裕起兵討伐桓玄，懷玉和劉裕一起在京口起事並控制京口，接著和大軍西取建康。事後因功獲封鄱陽縣五等侯。後懷玉續任劉裕的鎮軍參軍、下邳太守，並曾與劉毅及劉道規西上追擊桓玄，於崢嶸洲大破桓玄軍。義熙三年（407年），懷玉出任甯朔將軍、西陽太守、新蔡內史，曾轉中書侍郎，接著又改以輔國將軍領丹陽府兵，戍守石頭城。
義熙六年（410年），盧循於廣州起兵並進攻建康，懷玉任劉裕的中軍諮議參軍，屯兵丹陽郡西，與諸將同守江岸，並極力抵禦盧循進攻，獲得不少功勳。同年盧循東撤，懷玉等諸將率軍追擊，及至年末盧循因在大雷被劉裕主力軍擊潰而敗退嶺南地區，劉裕雖率軍退還但仍命劉藩及孟懷玉等軍亦緊追不捨。徐道覆在大雷敗後退守始興，懷玉受劉藩命進攻，捨身奮戰之下很快就攻下始興，殺徐道覆。接著孟懷玉仍參與追討盧循。至同年盧循為交州刺史杜慧度所殺，亂事平定，孟懷玉因功獲加封陽豐縣男，食邑二百五十戶。後轉太尉諮議參軍、征虜將軍。義煕八年（412年），懷玉轉任江州刺史，不久加督江州豫州之西陽新蔡汝南潁川司州之弘農揚州之松滋六郡諸軍事、南中郎將。義熙十年（414年），因劉裕不滿荊州刺史司馬休之處理司馬文思的手法而命懷玉作出防備，並在次年加持節，準備出兵討伐。不過，其年孟懷玉父親去世，丁憂期間哀痛患病，曾上請解任未獲允許，及後再以弟弟孟仙客已過繼，其父唯有他一個嫡子為由陳情，終獲允許，但未及離職就已去世，享年三十一。朝廷追贈平南將軍。

## 家庭

### 高祖父
- 孟珩，西晉河南尹。

### 祖父
- 孟淵，晉右光祿大夫。

### 父
- 孟綽，晉給事中，光祿勳

### 兄弟
- 孟龍符，懷玉弟，東晉將領，曾參與討伐桓玄的戰事，但在滅南燕時戰死。
- 孟仙客。

### 子女
- 孟元，嗣鄱陽縣侯，無子，死後封國撤除
- 孟慧熙，嗣陽豐縣男。

## 延伸阅读
[在维基数据编辑]
 《宋書·卷47》，出自沈约《宋书》
 《南史·卷17》，出自李延壽《南史》